# Qaḥṭān
Qahtan (in arabo قحطان‎?, Qaḥṭān) (o Yoqṭān) è l'antenato tradizionale degli "Arabi del sud" ( al-ʿArab al-ʿAriba ), ossia degli arabi indigeni, quali i Sabei, che furono in perenne rivalità con gli "Arabi del nord", discendenti di Adnan.
Essi rivendicavano un'ascendenza che risaliva fino al profeta Hud e affermavano di essere i rappresentanti degli Arabi di « puro ceppo ».
Fra i discendenti di Qahtan, si distinguono gli Himyariti, sedentari, e i Khalân, che sono all'origine di numerosi gruppi di nomadi, quali gli Azd, i Tayy, gli Hamdân, i Lakhmidi e i Ghassanidi.
I Qahtanidi si svilupparono grazie alla diga di Ma'rib che permise loro di rendere fertili numerose terre aride.

Essi prosperarono in varie entità statuali, fra cui il regno di Saba, Sheba e Himyar, la cui famiglia regnante apparteneva alla tribù dei Tubba.
Si collegano generalmente agli Himyariti i Kalb che si installarono in Siria in epoca omayyade. I discendenti di Qahtan hanno conquistato territori assai vasti e si sono mescolati, nel corso dell'espansione islamica, alle popolazioni indigene, dalla Spagna alla Persia.